# Pseudococcus masakensis
Pseudococcus masakensis är en insektsart som beskrevs av James 1936. Pseudococcus masakensis ingår i släktet Pseudococcus och familjen ullsköldlöss.
Artens utbredningsområde är Uganda. Inga underarter finns listade i Catalogue of Life.